# Radioamaterizam
Radioamaterizam (engl. hamradio, amateur radio) je hobi unutar tehničke kulture kojim se bavi oko 6 milijuna ljudi širom svijeta. Radio-operator, koji se još naziva i ham ili radioamater, koristi se suvremenom radijskom opremom za komunikaciju s ostalim radioamaterima za javne potrebe, rekreaciju ili vlastito unapređenje. 
Radioamaterski operatori održavaju bežičnu komunikaciju s prijateljima, članovima obitelji ili pak potpunim strancima, te često pomažu svojim zajednicama u svrhu održavanja komunikacija u kriznim situacijama (nesreće, katastrofe), a usput povećavaju svoje znanje radijske i elektroničke teorije.

## Povijest
Rođenje radioamaterizma, kao i radija općenito, veže se uz različite amaterske eksperimente. Kroz povijest su radioamateri dali značajan doprinos znanosti, inženjerstvu, industriji te javnim servisima. Istraživanja koja su poduzeli radioamateri pronašla su nove industrije, stvorili nove ekonomije, unaprijedili nacije, te spašavali živote u nesrećama.

## Aktivnosti
Radioamateri koriste različite načine komuniciranje. Najčešći način komuniciranja je glasovni, koristeći frekvencijsku modulaciju (FM) za prijenos glasa visoke kvalitete, te nešto pouzdaniju jednobočnu amplitudnu modulaciju (SSB) u komunikaciji gdje su signali na granici šuma te je širina komunikacijskog prostora ograničina.
Radiotelegrafija s Morseovim kodom i dalje ostaje popularna, uglavnom na frekvencijskim područjima kratkoga vala te za eksperimentiranje sa svojim prednostima u odnosu signal-šum.
Moderna osobna računala su dovela do velike popularnosti digitalnih komunikacija u svijetu radioamaterizma. Radioteleprinter, paket-radio, PSK31, Echolink koji je koristeći VoIP tehnologijom internetom spojio radioamatere s lokalnim repetitorima širom svijeta. Drugi načini rada kao što su WSJT omogućavaju radioamaterima rad kada su signali vrlo tihi.
Satelitske komunikacije – radioamateri mogu pristupati satelitima (OSCAR – Orbiting Satellite Carrying Amateur Radio) koristeći čak i mali ručni uređaja s malom antenom. Također radioamateri koriste i prirodne satelite kao što su Mjesec, te ionizirane tragove meteora kao reflektor za odbijanje radiovalova.
Radioamateri koriste radiostanice kako bi ostvarili kontakte s ostalim radioamaterima. Neki se uključuju u okrugle stolove na radiovalovima, neki se uključuju u mreže različitih radioamatera sa zajedničkim interesima, a neki sudjeluju u različitim radioamaterskim natjecanjima.

### Natjecanja
Radioamaterska natjecanja (contesting) su natjecanja kod kojih je u određenom razdoblju potrebno ostvariti što više radio-veza s drugim radioamaterima širom svijeta. Najčešće se natjecanja održavaju tijekom vikenda, a razlikujemo ih prema domaćem, međunarodnom i svjetskom karakteru, vremenski u trajanju od 1 do 2 sata za lokalna do 48 sati za najveća svjetska natjecanja, te prema vrsti emisije (fonijom, telegrafijom ili digitalnim vrstama rada).
Amaterska radio goniometrija (ARG) – popularno "Lov na lisice" je još jedan vid tehnike/natjecanja u svijetu radioamaterizma, a spaja sport, tehniku i prirodu. Pomoću radioprijemnika je na određenom području u određenom vremenu potrebno pronaći što više odašiljača.
Amaterska radio orijentacija (ARO) – slično kao (ARG) samo što natjecatelj pomoću radioprijemnika i vezanih očiju traži odašiljače u krugu 50 metara ili u zatvorenim sportskim dvoranama.
Vrijeme traženja svih 5 odašiljača je 10 min, a 3 odašiljača 6 min.
Amaterska radio orijentacija' (ARO) namijenita je za slijepe osobe kao i za sve ostale koji se žele iskušati u ovoj sekciji.

## Licenciranje
Radioamaterski rad je reguliran pravilima Međunarodne agencije za telekomunikacije (ITU) koja je dio organizacije Ujedinjenih Naroda. Veliki broj frekvencijskih opsega je dodijeljen radioamaterima za nekomercijalno eksperimentiranje oko prostiranja radiovalova i radi tehničkog obrazovanja. Posebna područja su rezervirana za satelitske komunikacije.
U svim državama svijeta, pa tako i u Republici Hrvatskoj, radioamateri moraju proći ispit na kojem pokazuju ključno znanje i razumijevanje koncepta radioamaterizma, što ih razlikuje od servisa kao što je CB radio (mreža građana) nelicenciranog i ograničenog tipa. U Hrvatskoj se razlikuju dva razreda radioamatera: P – početnički razred, te A – napredni razred, a razlikuju se u privilegijama korištenja frekvencija i snaga odašiljača.
Polaganja za P razred se organiziraju u lokalnim radioklubovima, dokle se polaganja za A razred organiziraju u sklopu Hrvatskog radioamaterskog saveza.

## Novi radioamateri
Svatko tko želi postati radioamater najbolje je da se prijavi u neki od lokalnih radioklubova. U Hrvatskoj danas postoji stotinjak radioklubova te preko 2000 aktivnih radioamatera.

## Radioamaterske oznake
Svaka osoba nakon što postane radioamater dobiva i jedinstvenu pozivnu oznaku koja služi za identifikaciju u radioamaterskim komunikacijama. U Hrvatskoj radioamaterske oznake počinju predmetkom 9A – predmetak koji označava Republiku Hrvatsku.

## Radioamateri u popularnoj kulturi
Neki od poznatih radioamatera su: Kralj Juan Carlos I. od Španjolske, Gen. Curtis LeMay, Joe Walsh, Lance Bass, Sergei Rebrov, Barry Goldwater, Chet Atkins, Marlon Brando, Kralj Hussein od Jordana, Patty Loveless, Ronnie Milsap, guverner Mainea John Baldacci, Jean Shepard, te većina astronauta i kozmonauta.

### Radioklubovi
- Radio amaterska udruga Jelas 9a1jsb – Slavonski Brod
- Radioklub Arena-Pula
- Radioklub Brdovec
- Radioklub Dubrovačko primorje
- Radioklub Karlovac
- Radioklub Kaštilac
- Radioklub Kvarner
- Radioklub Međimurje
- Radioklub Našice
- Radioklub Nikola Tesla Bjelovar
- Radioklub Osijek
- Radioklub Pazin
- Radioklub Retfala Osijek
- Radioklub Rijeka
- Radioklub Samobor
- Radioklub Slatina
- Radioklub Slavonski Brod
- Radioklub Šibenik
- Radioklub Zagreb
- Radioklub Velika Gorica

## Vanjske poveznice
- Hrvatski radioamaterski savez
- Često postavljana pitanja o radioamaterima  Arhivirana inačica izvorne stranice od 30. prosinca 2007. (Wayback Machine)
- Hrvatski radioamaterski portal
- Hrvatski UKV portal
- 9A HAM portal